# Lazar Moiszejevics Kaganovics
Lazar Moiszejevics Kaganovics (orosz betűkkel: Лазарь Моисеевич Каганович; Kabani, 1893. november 22. – Moszkva, 1991. július 25.) szovjet kommunista politikus, Joszif Visszarionovics Sztálin egyik munkatársa.

## Életpályája
A kijevi kormányzóságban született, ukrajnai zsidó családban. Nem járt iskolába. Már 14 éves korától dolgozott mint cipész. 1911-ben belépett az OSZDMP-be. 1915-ben letartóztatták illegális propaganda terjesztéséért. Az októberi fordulat után az Alkotmányozó Nemzetgyűlésben lett küldött. A polgárháború alatt a Déli Front vezetőivel, így Sztálinnal, vagy Vorosilovval is kapcsolatba került. Ennek 1922-ben látta hasznát, amikor beválasztották (alig 2 hónappal azután, hogy Sztálin pártfőtitkár lett) a Központi Bizottságba. A szervező-káderelosztó osztály élén állt. A XIII. pártkongresszuson (1924-ben) a KB titkárává választották. 1925-től 1928-ig az Ukrajnai Kommunista Párt első titkára volt. Ezután 1930-ig szakszervezetis, aztán a moszkvai pártbizottság elnöke. A közlekedést szervezi 1931-től. 1931-35 között a moszkvai metró építését irányította. Kaganovicsról nevezték el az egész moszkvai metrót, ezen felül egyik állomását, sőt az első szovjet trolibuszt is (típusjelzésében – LK – Kaganovics nevének kezdőbetűit viselte). Ő irányította a Megváltó Krisztus-székesegyház felrobbantását is, aminek a helyére a gigantikus Szovjetek palotáját tervezték, amit a háború miatt nem tudtak felépíteni. 
Kaganovics ezután is fontos szerepet játszott az Ukrán Kommunista Párt életében: 1930-ban Molotovval együtt a kollektivizálást erőltette, aminek az eredménye lett 1932-33-ban a nagy ukrajnai éhínség (holodomor). Több millióan éhen haltak. Robert Conquest történész szerint Kaganovics és Molotov személyesen felelős az éhínségért. Kb. 140 darab, halálos ítéleteket tartalmazó hosszú listát írt alá a nagy tisztogatás alatt is. 
1937-től nehézipari, 1939-ben üzemanyagipari, 1939-40 között olajipari népbiztos. A háború után építőanyag-ipari népbiztos volt. 1947-től a Minisztertanács elnökhelyettese. 1952-től az Elnökség tagja.
Kaganovics Sztálin halála előtt kissé elvesztette tekintélyét a pártban: több történész szerint Sztálin újabb tisztogatást tervezett. Zsidó volta miatt az antiszemita kampányban is sor kerülhetett volna rá.
Sztálin halála után miniszterelnök-helyettes lett, de politikailag meggyengült. Meggyőződéses sztálinista volt. 1957-ben szembefordult a Központi Bizottság desztalinizálást követelő többségével, a személyi kultusz felszámolására irányuló politikával. Malenkovval és Molotovval együtt kizárták a KB-ből (1957), majd a pártból is (1961, XXII. kongresszus). Idős korára csaknem megvakult. Leginkább azt sérelmezte, hogy ha Molotovot visszavették a pártba, őt miért nem. David Remnick leír egy esetet, amikor az öreg Kaganovics azt nyilatkozta, hogy nem bánt meg semmit, amit csinált, és nem értette, kinek mi baja Sztálinnal, aki megmentette a világot a fasizmustól. Gorbacsov reformjait „katasztrófának” tartotta. 1991. július 25-én halt meg, néhány héttel a rendszerváltás előtt.

## Művei magyarul
- Milyen az Oroszországi Kommunista bolseviki Párt szervezete?; ford. Dornbusch Richárd; Moszkvai Magyar Kommunista Klub, Moszkva, 1925
- Javítsuk a vasúti közlekedés munkáját és szervezzük meg további fellendítését!; ford. Nyilas János; Közlekedési, Bp., 1954 (Közlekedés- és Postaügyi Minisztérium kiadványa)